# Ludwik Bartłomiej Brynk
Ludwik Bartłomiej Brynk (ur. 5 września 1805, zm. 19 września 1874) – duchowny rzymskokatolicki, święcenia kapłańskie przyjął w 1829 roku. Pełnił funkcję kanonika mohylewskiego, proboszcza i archidiakona kijowskiego, oficjała i generalnego wikariusza łuckiego. Od 1872 roku tytularny biskup Amathus, sufragan łucki, żytomierski. Administrował też diecezją kamieniecką. Wspomagał działalność charytatywną.

## Literatura dodatkowa
- Biskup Michał Godlewski: Brynk Ludwik Bartłomiej. W: Polski Słownik Biograficzny. T. 3: Brożek Jan – Chwalczewski Franciszek. Kraków: Polska Akademia Umiejętności – Skład Główny w Księgarniach Gebethnera i Wolffa, 1937, s. 32. Reprint: Zakład Narodowy im. Ossolińskich, Kraków 1989, ISBN 83-04-03291-0